# Marie Luv

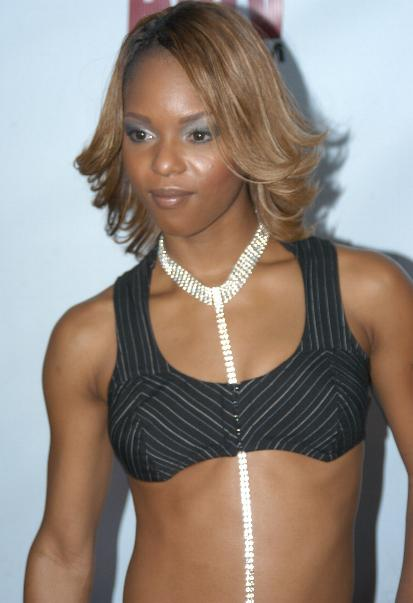
Marie Luv, 2006

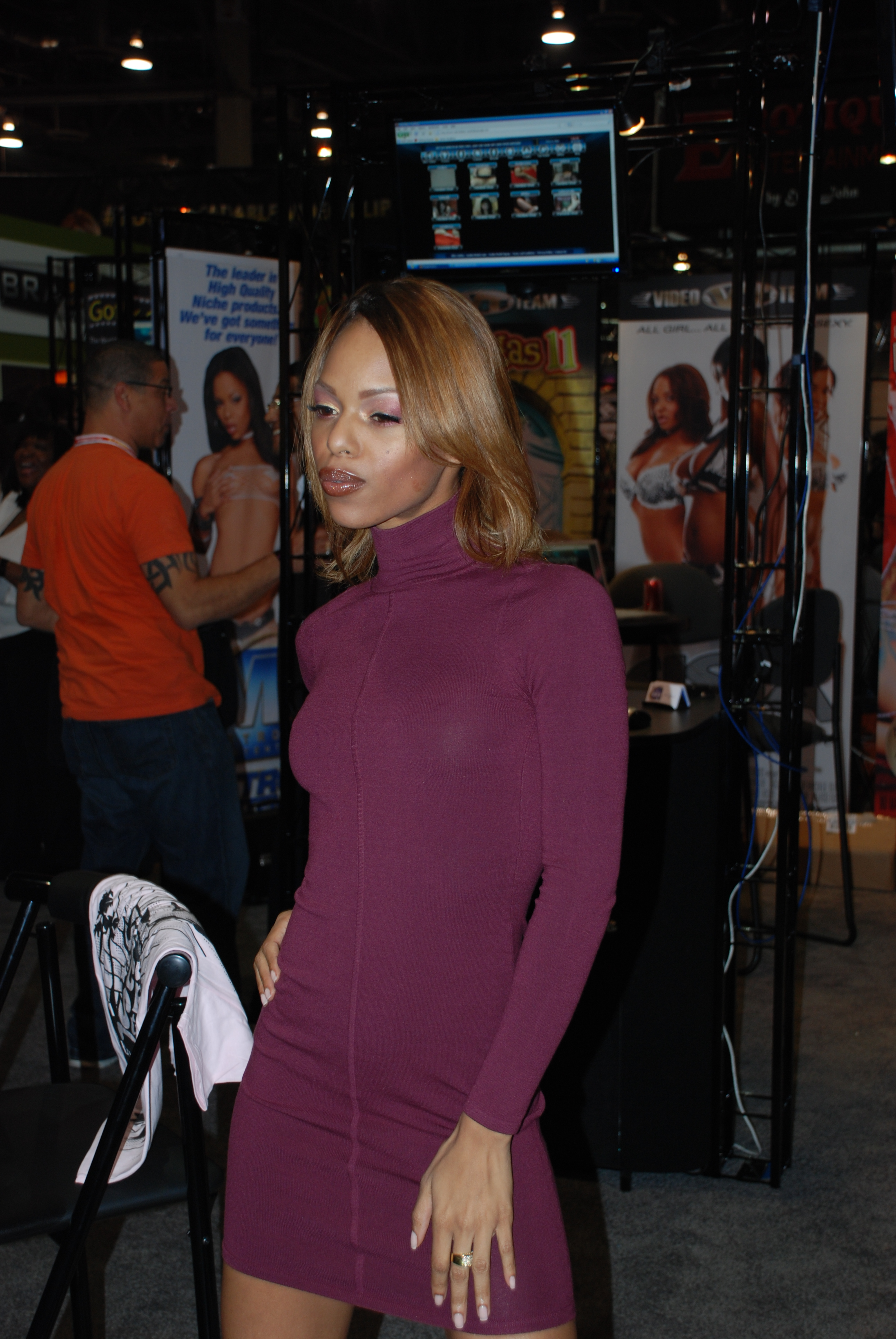
Marie Luv bei der AVN Adult Entertainment Expo 2009

Marie Luv (* 1. November 1981 in Hacienda Heights, Kalifornien als Quiana Marie Bryant) ist eine US-amerikanische Pornodarstellerin und Fotomodell.

## Karriere
Luv jobbte als 14-Jährige als Kassiererin auf einer Air Force Base. Nach dem High-School-Abschluss in Cheviot Hills in Los Angeles arbeitete sie als Fotomodell und wurde von Vertretern des Hustler-Magazins angesprochen. Sie drehte daraufhin sieben Filme unter dem Künstlernamen ‚Destiny‘. Nachdem ihre Arbeit von ihrer Familie und von Freunden entdeckt wurde, hörte sie zunächst auf, bis sie die Unterstützung ihrer Mutter hatte. Die Fortsetzung ihrer Karriere in der Hardcorebranche betrieb sie unter dem Namen Marie Luv. Sie drehte seit dem Jahr 2000 fast 600 Filme und erhielt zwei Nominierungen für den AVN Award als beste Hauptdarstellerin. Sie ist eine der am meisten gecasteten afro-amerikanischen Darstellerinnen der Pornobranche.
Sie ist die Schwester von Nick Da’Kannon, einem Darsteller schwuler Pornofilme.

## Auszeichnungen
- 2007: AVN Award in der Kategorie „Best Group Sex Scene, Video“ für Fashionistas Safado – The Challenge (zusammen mit Belladonna, Melissa Lauren, Jenna Haze, Gianna, Adrianna Nicole, Flower Tucci, Sasha Grey, Nicole Sheridan, Caroline Pierce, Lea Baren, Jewell Marceau, Jean Val Jean, Christian XXX, Voodoo, Chris Charming, Erik Everhard, Mr. Pete und Rocco Siffredi)[3]
- 2008: Urban Spice Award als „Best Anal Performer“ (geteilt mit Jasmine Cashmere)
- 2008: Urban Spice Award in der Kategorie „Best Two-Way Sex Scene“ für Minority Rules (mit Marco Banderas)
- 2010: XRCO Award als „Unsung Siren“
- 2010: XFANZ Award als „Ebony Star of the Year“[4]

## Filmografie (Auswahl)
- 2004: Jack’s Playground 17, 26
- 2005: College Invasion 6, 7
- 2005: Big Black Wet Asses 2
- 2005: Jack’s Teen America 7
- 2006: Island Fever 4
- 2006: Big Mouthfuls 10
- 2006: Chemistry
- 2006: Neo Pornographia Vol. 4
- 2006: Fashionistas Safado – The Challenge
- 2006: My Baby Got Back 39
- 2006: Blow Me Sandwich 9
- 2007: Slutty and Sluttier 3, 6
- 2007: The Real Boogie Nights
- 2007: Pulp Friction
- 2008: The Bad Luck Betties
- 2009: The Jeffersons – A XXX Parody
- 2009: Tori Black Is Pretty Filthy
- 2010: Speed
- 2011: The Incredible Hulk – A Porn Parody
- 2014: Fishnets 13